# 차준섭
차준섭(車濬燮, 1956년 10월 16일 ~)은 MBC 청룡에서 뛰었던 전 야구 선수다. 선발과 계투를 오가면서 4시즌 동안 선수생활을 했으며, 무릎 부상으로 인한 은퇴 후 직장생활-개인사업을 해 왔다가 신학교에 진학해 성공회 신부로 일하고 있다.

## 기록
- 1982년: 12경기 35.1이닝 3승(2선발) 1패 4.84
- 1983년: 2경기 3.1이닝 8.10
- 1984년: 1군 등판 기록 없음
- 1985년: 3경기 4.1이닝 14.54

## 출신 학교
- 휘문고등학교
- 한양대학교 (1975학번)

## 같이 보기
- MBC 청룡 연도별 선수 명단